# Mera brännvin (dryckesvisa)
Mera brännvin eller är en svensk snapsvisa med text av Hans Dalborg på melodi från Internationalen (refrängen). Texten skrevs 1963 under Dalborgs studietid vid Uppsala universitet. 1964 började Dalborg studera vid Handelshögskolan i Stockholm och samma år ingick visan i Handelsspexet "Rabalder i Balders mage" under namnet "Egolitär Brännvinsvisa".